# Maud Olofsson

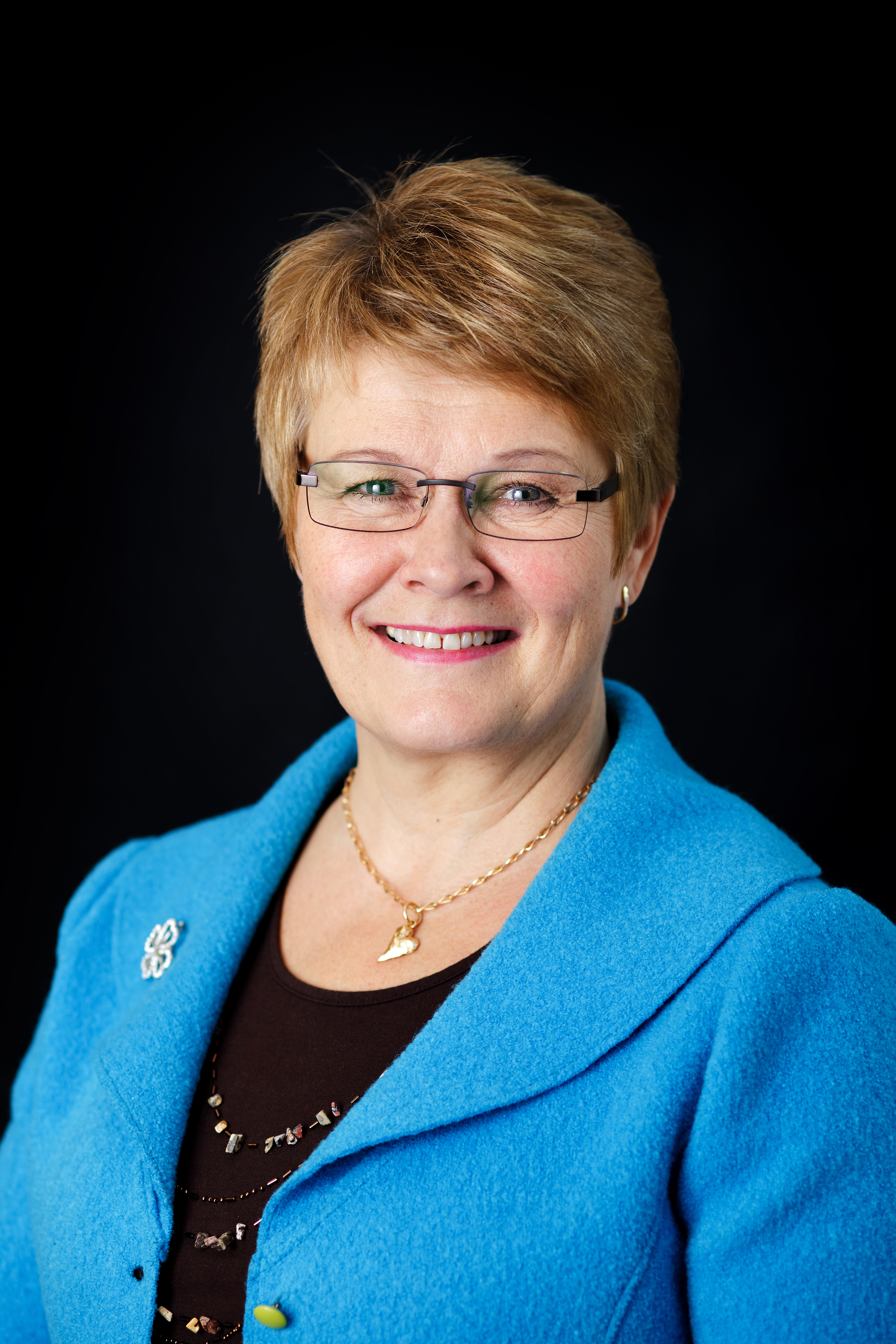
Maud Olofsson (2011)

Maud Elisabeth Olofsson (* 9. August 1955 in Arnäsvall, Gemeinde Örnsköldsvik als Maud Elisabeth Olsson) ist eine schwedische Politikerin. Sie ist seit 2002 Abgeordnete im schwedischen Reichstag.
Maud Olofsson war Vorsitzende der Centerpartiet (19. März 2001 bis 23. September 2011) und schwedische Ministerin für Wirtschaft (6. Oktober 2006 bis 29. September 2011). Von 2006 bis 2010 war sie zudem Vize-Ministerpräsidentin.

## Reichstagswahl und Regierungswechsel 2006
Gemeinsam mit Fredrik Reinfeldt, dem Spitzenkandidaten der bürgerlichen Allianz für Schweden (Moderata samlingspartiet, Kristdemokraterna, Centerpartiet und Folkpartiet liberalerna), trat sie gegen Göran Persson an. Es gelang der „Allianz“, einen Machtwechsel zustande zu bringen. In der Regierung Reinfeldts übernahm Olofsson als Leiterin der zweitgrößten Partei der Koalition den Titel der Vize-Ministerpräsidentin und zusätzlich die Leitung des Wirtschaftsministeriums. In den Reichstagswahlen am 19. September 2010 erhielt Folkpartiet mehr Stimmen als Centerpartiet, so dass Jan Björklund das Amt des Vize-Ministerpräsidenten übernahm.

## Auszeichnungen
- 2007: Großes Goldenes Ehrenzeichen am Bande für Verdienste um die Republik Österreich[1]
- 2011: Großkreuz des Verdienstordens der Republik Polen